# Władimir Stogow
Władimir Stiepanowicz Stogow (ros. Владимир Степанович Стогов; ur. 5 listopada 1930 w Moskwie, zm. 17 maja 2005 tamże) – radziecki sztangista, srebrny medalista olimpijski, wielokrotny mistrz świata oraz Europy w podnoszeniu ciężarów.

## Biografia
Startując w wadze koguciej (do 56 kg), Władimir Stogow zyskał sławę w 1955, zdobywając tytuły mistrza ZSRR, mistrza Europy i mistrza świata. Powtarzając swoje zwycięstwa w Europie i ZSRR w 1956, pojechał na igrzyska olimpijskie w 1956 jako zdecydowany faworyt do zdobycia złotego medalu. Jednak na olimpiadzie musiał zadowolić się medalem srebrnym, niespodziewanie przegrywając z Amerykaninem Charlesem Vincim, który ustanowił rekord świata. Po igrzyskach olimpijskich Stogow stał się najlepszym na świecie sztangistą w wadze koguciej, zdobywając czterokrotnie tytuły mistrza świata (1957–1959, 1961) i oraz brąz (1962). Ponadto czterokrotnie zdobywał tytuły mistrza Europy (1958–1961) oraz srebro (1962). W 1960 opuścił igrzyska olimpijskie z powodu kontuzji. Pod jego nieobecność Vinci, który był na arenie międzynarodowej jego najgroźniejszym rywalem, zdobył swój drugi olimpijski tytuł. W kraju Stogow był czterokrotnie mistrzem ZSRR (1955–1957, 1959) oraz trzykrotnie wicemistrzem (1960–1962), jak również dwukrotnym zwycięzcą Spartakiady Narodów ZSRR (1956, 1959). Ustanowił osiem rekordów świata w wadze koguciej: dwa w wyciskaniu, jeden w rwanie, jeden w podrzucie i cztery w dwuboju/trójboju. 
Po zakończeniu kariery sportowej pracował jako trener podnoszenia ciężarów w Moskwie. Jego najbardziej znanymi uczniami byli mistrz olimpijski w wadze lekkiej z 1972 – Mucharbij Kirżynow i mistrz Europy w wadze koguciej z 1980 – Oleg Karadżanidi.

## Sukcesy medalowe

### Letnie igrzyska olimpijskie
- Melbourne 1956 –  srebrny medal (waga kogucia)

### Mistrzostwa świata
- Monachium 1955 –  złoty medal (waga kogucia)
- Teheran 1957 –  złoty medal (waga kogucia)
- Sztokholm 1958 –  złoty medal (waga kogucia)
- Warszawa 1959 –  złoty medal (waga kogucia)
- Wiedeń 1961 –  złoty medal (waga kogucia)
- Budapeszt 1962 –  brązowy medal (waga kogucia)

### Mistrzostwa Europy
- Monachium 1955 –  złoty medal (waga kogucia)
- Helsinki 1956 –  złoty medal (waga kogucia)
- Sztokholm 1958 –  złoty medal (waga kogucia)
- Warszawa 1959 –  złoty medal (waga kogucia)
- Mediolan 1960 –  złoty medal (waga kogucia)
- Budapeszt 1962 –  srebrny medal (waga kogucia)